# Inés Argüelles
Inés Argüelles Salaverría (Madrid, 1948) es una alta funcionaria, gestora y diplomática española que ha ocupado diversos cargos de responsabilidad en la Administración General del Estado, organismos autónomos y empresas privadas.

## Biografía
Hija de Jaime Arguelles y Margarita Salaverría Galárraga  y nieta de Manuel de Argüelles y Licenciada en Ciencias Políticas por la Complutense madrileña, se incorporó después a la Escuela Diplomática para cursar Estudios Internacionales. Accedió a la carrera diplomática por oposición en 1979. Como tal ocupó diversos puestos de dirección en el Ministerio de Asuntos Exteriores, entre ellos la secretaría general del Instituto Hispano-Árabe de Cultura y la segunda jefatura de la embajada de España en El Salvador. Después, también en el ámbito de la administración pública, fue subdirectora de la secretaría general de la Casa Real y gerente de la Real Academia Española. En el ámbito privado tuvo la responsabilidad de la subdireción general de patrocinio y mecenazgo del Banco Central Hispano (hoy integrado en Banco Santander).
Con la llegada de Pilar del Castillo como ministra de Educación y Cultura del gobierno de José María Aznar, fue nombrada directora general de Cooperación y Comunicación Cultural. Un año más tarde, en diciembre de 2001, sustituyó a Juan Cambreleng, que había presentado su dimisión en otoño de 2000, como gerente del Teatro Real de Madrid, a propuesta también de Del Castillo. Permaneció en la gerencia hasta su renuncia en septiembre de 2004, cuando se sintió cuestionada por la nueva ministra de Cultura del primer gabinete de José Luis Rodríguez Zapatero, Carmen Calvo. La sustituyó en el Real el economista y profesor, Miguel Muñiz.
Con posterioridad ha sido presidenta de los Fundación Premios Líricos Teatro Campoamor desde su creación hasta 2014, cuando renunció debido a la carga de trabajo, aunque permanece como vocal. Le sustituyó en el puesto el musicólogo, Cosme Marina.